# Damian Gjiknuri
Damian Gjiknuri, né le 25 mai 1972 à Tirana, est un homme politique albanais membre du Parti socialiste d'Albanie (PSSh). Il est ministre de l'Énergie entre septembre 2013 et janvier 2019.

## Biographie

### Jeunesse et formation
Après l'obtention en 1994 d'un baccalauréat universitaire en droit à l'université de Tirana, il intègre le service public en tant qu'expert juridique. Devenu juge en 1995, il est nommé directeur de département au sein des services de renseignements trois ans plus tard. En 1999, il rejoint le ministère de la Sécurité publique, en tant que directeur de la Coopération internationale.
Nommé secrétaire général du ministère de la Défense en 2001, puis directeur de cabinet du ministre de la Sécurité publique en 2005. Il doit quitter ce poste au bout de quelques mois et bascule alors dans le privé, en ouvrant un cabinet d'avocats et de conseils juridiques.

### Débuts et ascension en politique
Il rejoint le PSSh en 2005 et est élu quatre ans plus tard député de la préfecture d'Elbasan à l'Assemblée d'Albanie. Il co-préside entre 2011 et 2012 la commission parlementaire spéciale pour la réforme électorale.

### Ministre de l'Industrie
À la suite des élections législatives du 23 juin 2013, remportées par le centre-gauche, il est nommé le 15 septembre suivant ministre de l'Énergie et de l'Industrie dans le premier gouvernement du Premier ministre socialiste Edi Rama. Il est reconduit dans le second cabinet Rama avec le titre de ministre des Infrastructures et de l'Énergie. Il est relevé de ses fonctions le 21 janvier 2019